# バシール・ワラエフ
バシール・ワラエフ（ Bashir Varaev 1964年2月23日-) は、旧ソ連のバシコルトスタン共和国・オクチャブリスキー出身の柔道選手。現役時代は78kg級の選手。身長178cm。

## 人物
ジュニア時代は71kg級の選手で、1983年の世界ジュニアでは2位になった。シニアになると78kg級に階級を上げて、1987年の世界選手権では決勝で岡田弘隆と対戦するが、注意で敗れて2位だった。翌年の1988年ソウルオリンピックは銅メダルを獲得した。1989年の世界選手権では準決勝で持田達人に有効で敗れて3位だった。1991年の世界選手権でも3位だった。1992年バルセロナオリンピックには弟のシャリプ・ワラエフがEUN代表として78kg級に出場したが、3回戦で敗れた。

## 主な戦績
71kg級での戦績
- 1983年 - 世界ジュニア　2位
- 1983年 - ヨーロッパジュニア　優勝
- 1984年 - ヨーロッパジュニア　優勝

78kg級での戦績
- 1986年 - ソ連国際　2位
- 1986年 - ハンガリー国際　優勝
- 1987年 - チェコ国際　優勝
- 1987年 - ヨーロッパ選手権　優勝
- 1987年 - ソ連国際　3位
- 1987年 - 世界選手権　2位
- 1988年 - 正力国際　優勝
- 1988年 - ヨーロッパ選手権　優勝
- 1988年 - ソウルオリンピック　3位
- 1989年 - 正力国際　優勝
- 1989年 - ドイツ国際　優勝
- 1989年 - ヨーロッパ選手権　優勝
- 1989年 - 世界選手権　3位
- 1990年 - ヨーロッパ選手権　優勝
- 1990年 - グッドウィルゲームズ　優勝
- 1991年 - 正力国際　優勝
- 1991年 - ハンガリー国際　3位

1991年 - ヨーロッパ選手権　3位
- 1991年 - 世界選手権　3位
- 1992年 - 正力国際　優勝